# Rhadinichthyidae
De Rhadinichthyidae zijn een familie van uitgestorven beenvissen uit het Boven-Devoon en het Carboon.

## Kenmerken
De Rhadinichthyidae zijn kleine, wat gedrongen of slanke vissen en bereikten in veel gevallen een lichaamslengte van iets meer dan tien centimeter. Ze hebben een vooruitstekende snuit en een iets onderhangende mond. De premaxilla is afwezig, wat resulteert in een inkeping op de bovenkant van de snuit. Het operculare is groter maar korter dan het suboperculare. De ganoïde schubben zijn vierkant en in diagonale rijen gerangschikt.
De borstvinnen zijn smal, de buikvinnen erg klein. De rugvin is driehoekig en staat achter het midden van het lichaam, net voor de aarsvin of er recht tegenover. De staartvin is heterocercaal en diep gevorkt. Hun twee lobben zijn ongelijk in lengte, maar gelijk bij Cyranorhis. Bij alle vinnen zijn de vinstralen distaal in tweeën verdeeld.

## Systematiek
De Rhadinichthyidae worden door Nelson toegewezen aan de orde Palaeonisciformes, een heterogene groep basale Chondrostia. Richard Lund & Cécile Poplin wijzen ze zonder familie en orde toe als het meest basale taxon na Cheirolepis rechtstreeks aan de straalvinnige vissen (Actinopterygii).

## Geslachten
- Aetheretmon White, 1927
- Cycloptychius Young, 1966
- Cyranorhis Lund & Poplin, 1997
- Eigilia Kazantseva, 1981
- Ganolepis Woodward, 1893
- Eurylepidoides Case, 1935
- Illiniichthys Schultze & Bardack, 1987
- Mentzichthys Jubb, 1965
- Nozamichthys Schultze & Bardack, 1987
- Rhadinoniscus White, 1937
- Rhadinichthys Traquair, 1877
- Strepeoschema White, 1927
- Uydenia Kazantseva-Selezneva, 1980
- Wendyichthys Lund & Poplin, 1997